# 圣克鲁什-杜比斯普
圣克鲁什-杜比斯普是葡萄牙波尔图区的一个堂区。总面积3.75平方公里，总人口6108人，人口密度1628.8人/平方公里。